# Santiago (Kapverdy)
Santiago (portugalsky Svatý Jakub), v kapverdské kreolštině Santiagu, je největší ostrov Kapverd a také nejdůležitější zemědělské centrum. Je domovem pro polovinu celé populace této ostrovní země. V době Darwinovy plavby byl nazývaný St. Jago.
Santiago je umístěno mezi ostrovy Maio (40 km východně) a Fogo (50 km západně) a je jedním z ostrovů Sotavento. Jako první z ostrovů bylo osídleno, když tu roku 1462 bylo založeno město Cidade Velha, tehdy zvané Riberia Grande. Na Santiagu se nachází i kapverdské hlavní město Praia a jedno ze čtyř ostrovních mezinárodních letišť, Praia International Airport (IATA kód letiště: RAI), které leží 3 km od Praiy.

## Historie
Okolo roku 1460 byl ostrov objeven Antóniem da Nolim, který vybudoval pevnost v Cidade Velha, jež byla pojmenována Ribeira Grande. Transkontinentální obchod s otroky udělal z Cidade Velha druhé nejbohatší město v portugalské říši. Mateřské Portugalsko nebylo schopno ochraňovat své kolonie před útoky Angličanů, Nizozemců, Francouzů a Španělů. Ostrov svým bohatstvím  přitahoval také pirátské útoky. Roku 1712 už Cidade Velha nemohlo sloužit jako hlavní město a proto muselo být správní centrum Kapverd přemístěno na plošinu Praia. Poptávka otrokářských lodí po potravinách vedla k tržně orientovanému zemědělství na ostrově.
Ukončení obchodu s otroky v 19. století vyústilo v ekonomickou krizi a rostoucí přístav Mindelo na ostrově São Vicente nahradil přístav Praia jako nejdůležitější přístav. Díky malému množství přírodních zdrojů a nedostatečným investicím ze strany Portugalců byli domorodí občané nespokojeni s Portugalskou koloniální správou, která  také odmítala poskytnout místním orgánům větší autonomii.  Po druhé světové válce populace ostrova podporovalo hnutí za nezávislost a Amílcara Cabrala, Africkou stranu pro nezávislost Guiney a Kapverd a nezávislost získali v roce 1975.
Santiago několikrát hostilo konference kreolské kultury.

## Geografie

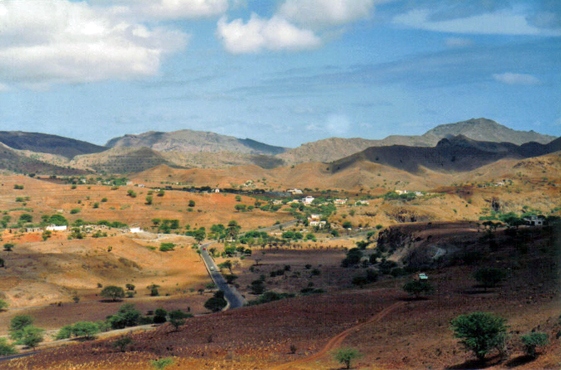
Vnitrozemí ostrova

Santiago je s rozlohou 991 km2 největší ostrov Kapverd.  Na severozápadě ostrova je pohoří Serra da Malagueta, na jihovýchodě je povrch mírně plošší. Vlhčí klima ve vnitrozemí a na východním pobřeží kontrastuje se suchem na jižním a jihovýchodním pobřeží.
Na jihovýchodu Santiaga leží Praia, největší město ostrova i země a také kapverdské hlavní město. Další důležitá města na ostrově jsou Cidade Velha, Assomada a Tarrafal.

## Ekonomika
Hlavními průmyslovými odvětvími jsou zemědělství, turistika, rybářství a drobná výroba. Hlavní zemědělské produkty jsou kukuřice, cukrová třtina, káva a mango. Od dob osamostatnění Kapverd se jejich infrastruktura zlepšila a od roku 1975 se počet obyvatel zdvojnásobil.

## Slavné osobnosti
- Jorge Babosa - spisovatel
- Arménio Vieira - spisovatel
- António Mascarenhas Monteiro - bývalý kapverdský prezident
- José Maria Neves - současný kapverdský premiér
- Carlos Alberto Martins (Katchás) - hudebník
- Orlando Monteiro Barreto (Orlando Pantera) - hudebník